# جاسوس دوجانبه
جاسوس دوجانبه یا مأمور دوبل در اصطلاح به جاسوسی گفته می‌شود که به‌طور همزمان با دو سازمان اطلاعاتی همکاری می‌کند. در اکثر موارد وی تنها به یکی از سرویس‌ها وفادار است و با کسب اطمینان سرویس دیگر از آنان اطلاعات می‌گیرد. در برخی از موارد جاسوس از هر دو سرویس برای منافع شخصی سوءاستفاده می‌کند.

## برخی از جاسوسان دوجانبه سرشناس
- کیم فیلبی
- رابرت هانسین
- سیدنی رایلی

### تصاویر برخی از سرشناس‌ترین جاسوسان دوجانبه

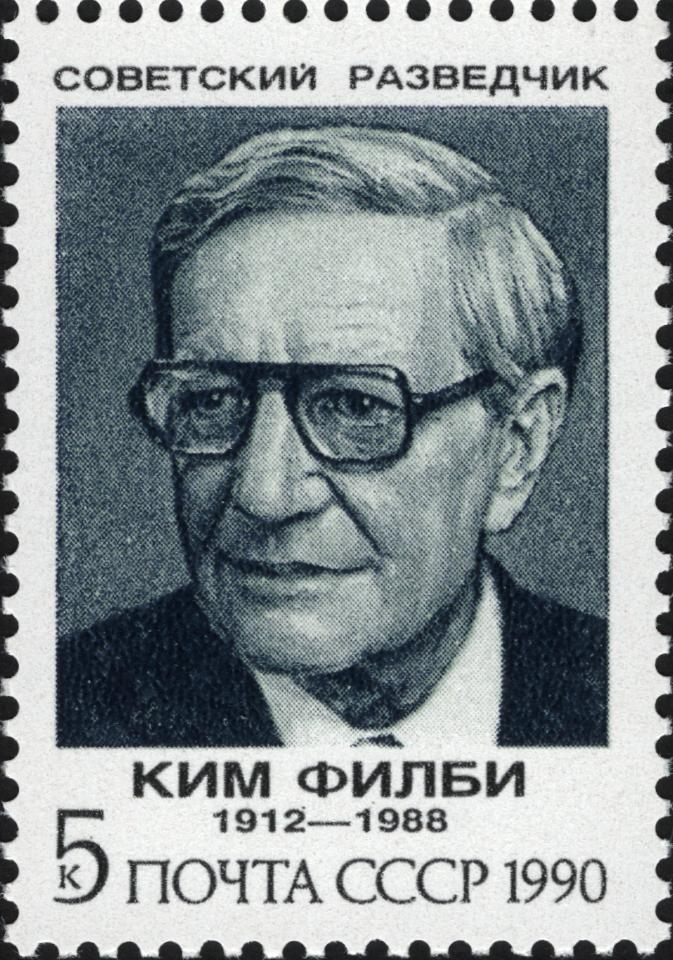
کیم فیلبی
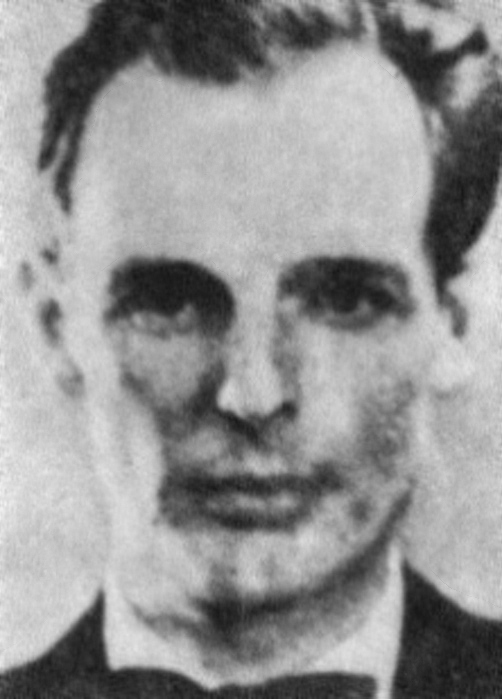
دونالد مک لین
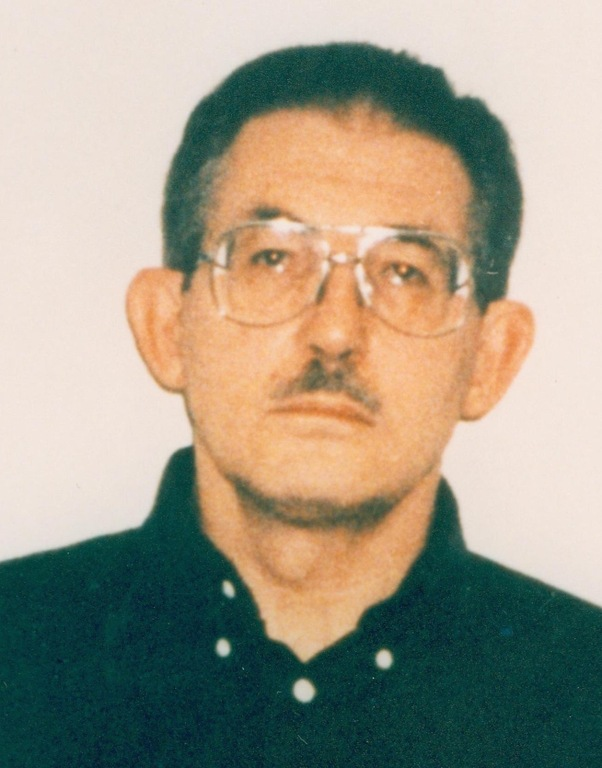
آلدریچ آمس
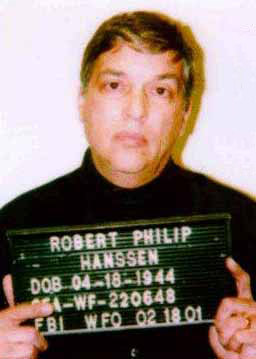
رابرت هانسین
سیدنی رایلی
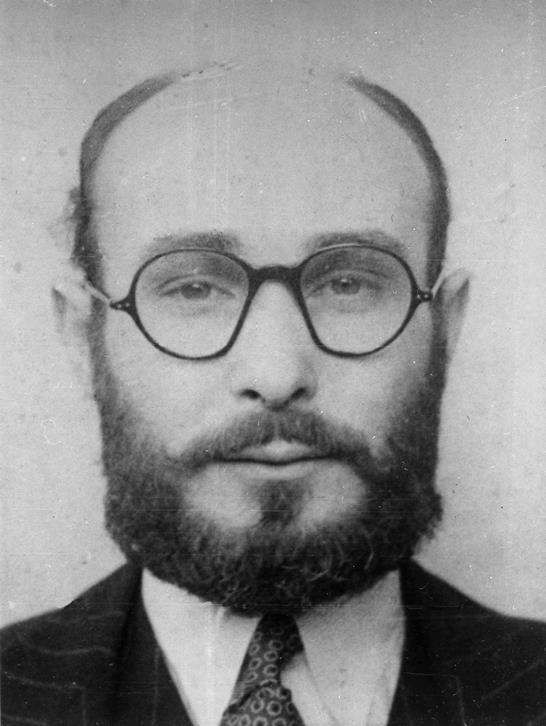
ژوان پوژول گارسیا
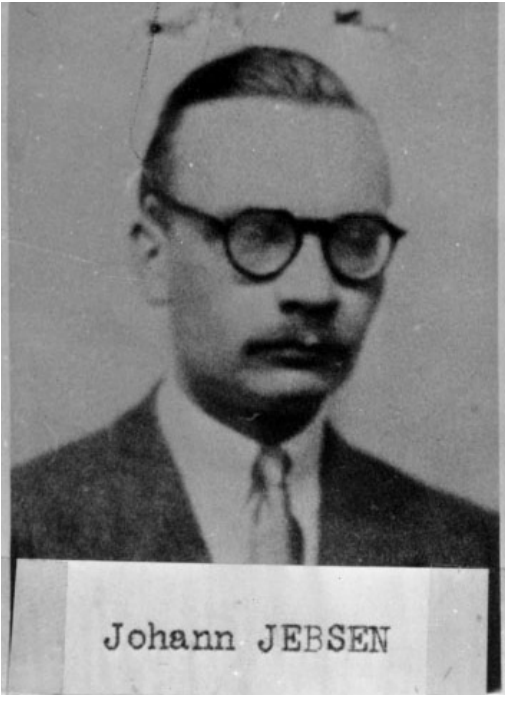
جانی جبسن
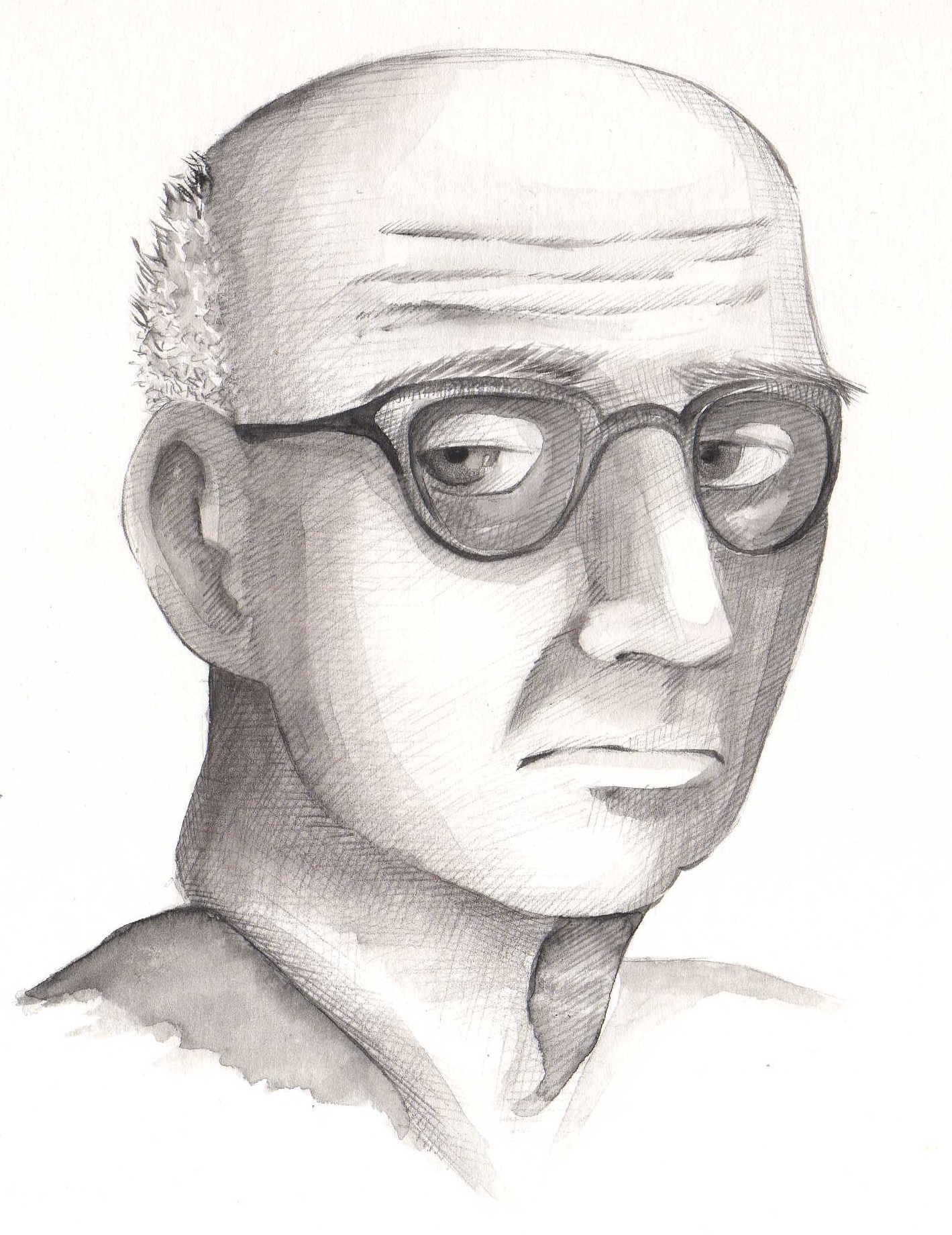
جوآن مارچ اودیناس